# Ustaše
Ustaša – Hrvatska revolucionarna organizacija, skraćeno UHRO, bivše je hrvatsko separatističko, ultranacionalističko i terorističko tajno društvo koje se kasnije razvilo u fašistički politički pokret. UHRO osnovao je i vodio Ante Pavelić od 1929. godine tijekom progonstva u Kraljevini Italiji. Pripadnike organizacije zvalo se ustašama po starijoj hrvatskoj riječi za pobunjenike ili ustanike. Kao naziv za pojedinoga člana kao i za cijelu organizaciju izabran je u spomen na ustaničke vojnike koji su se 1871. borili u rakovičkom ustanku pod Eugenom Kvaternikom za Hrvatsku neovisnu od Austro-Ugarske.
Ustaše su osnovane kao reakcija na to što je jugoslavenski kralj Aleksandar I. Karađorđević proglasio Šestosiječanjsku kraljevsku diktaturu. Njihova struktura i rituali na početku djelovanja bili su usporedivi s onima drugih nacionalno-terorističkih tajnih društava na području jugoistočne Europe poput Crne ruke ili VMRO-a, a bili su usmjereni na oružanu borbu za »neovisnu hrvatsku državu na njezinom cjelokupnom etničkom i povijesnom području«. Do 1941. broj formalno primljenih ustaša, koje su činili studenti, profesori, književnici, odvjetnici, bivši c. i kr. časnici, članovi katoličkih udruga i pripadnici marginaliziranih društvenih skupina vjerojatno nikada nije iznosio više od 3000 do 4000 članova u domovini i u progonstvu. Povjesničar Mark Biondich piše o maksimalno 10 000 članova u 1941. godini.
Ustaške baze i logori za obuku, u kojima je bilo smješteno do 300 osoba, uglavnom su se nalazili u Mađarskoj i/ili Italiji sve dok ustaše nisu neočekivano preuzele vlast u novoosnovanoj Nezavisnoj Državi Hrvatskoj (NDH) sredinom travnja 1941. uz potporu Sila Osovine. Organizacija je, nakon dolaska na vlast, uspostavila totalitarnu diktaturu, uglavnom na područjima današnje Republike Hrvatske, cijele Bosne i Hercegovine i manjem dijelu Vojvodine. Bila je odgovorna za progon i genocid nad raznim etničkim skupinama, najviše nad Srbima, Židovima i Romima te je odgovorna za ubojstva brojnih političkih protivnika i uspostavu koncentracijskih logora.
Ustaški pokret prestao je postojati u svibnju 1945., nakon pada NDH i savezničke pobjede u Drugom svjetskom ratu. Neki su pripadnici vodstva preko tzv. samostanskih ruta pobjegli u inozemstvo, gdje su nastavili djelovati. Mnoge su domobrane, pripadnike ustaške vojnice i ratne zarobljenike strijeljali partizani tijekom Bleiburške tragedije. Nakon uspostave socijalističke Jugoslavije formirane su iseljeničke organizacije poput Hrvatskog oslobodilačkog pokreta, Hrvatskog revolucionarnog bratstva ili Hrvatskog narodnog otpora.

## Pozadina
Nakon završetka Prvog svjetskog rata i raspada Austro-Ugarske monarhije njezine južne države (Slovenija, Hrvatska i Bosna i Hercegovina) ujedinile su se sa Srbijom u Kraljevinu Srba, Hrvata i Slovenaca koja je kasnije preimenovana u Kraljevinu Jugoslaviju. Ustaški pokret nastao je od skupina koje su 20-ih godina 20. stoljeća činile desno krilo hrvatske opozicije centralističkom i srpsko-hegemonističkom državnom poretku Kraljevine.
Najvažnija od njih bila je Hrvatska stranka prava koja je nastala iz desnog, strogo protujugoslavenskog krila istoimene starije stranke. Kasniji ustaški vođa i odvjetnik, Ante Pavelić, bio je jedan od vodećih članova te stranke u tom razdoblju. U početku ta i slične skupine nisu mogle dobiti veći utjecaj. Dominantna politička snaga u tadašnjoj Hrvatskoj bila je i ostala Hrvatska seljačka stranka (HSS) pod vodstvom Stjepana Radića.

## Nastanak

### Osnivanje
Krajem listopada 1928. Ante Pavelić osnovao je, u početku ilegalne, ustaše. Mogao se osloniti na protujugoslavenske, revanšističke i iredentističke snage u Italiji, Mađarskoj i Bugarskoj te na legitimističke krugove u Austriji i revanšistički pokret u Njemačkoj. Tijekom državne krize koja je uslijedila nakon što je hrvatskog demokrata Stjepana Radića u Beogradu ubio Puniša Račić, kralj Aleksandar I. izvršio je državni udar 6. siječnja 1929. Raspustio je parlament, suspendirao ustav iz 1921. i proglasio kraljevsku diktaturu koja je također zabranila prijašnje nacionalne simbolike. Dan je kasnije Pavelić emigrirao u Italiju gdje je okupio ustaške iseljenike i formirao ih u terorističku organizaciju. Pristaše se obučavalo za terorističke i subverzivne akcije u centrima i logorima u Mađarskoj, Italiji i Austriji. U azilu je Pavelić napisao program za ustaše, »Statut« (1932.) i »Načela« koja su proširena 1941. godine.
Ustaše su sebe doživljavali kao hrvatski pokret za osamostaljenje protiv srpske hegemonije u Jugoslaviji i za razvoj Velike Hrvatske s uključivanjem Bosne, Hercegovine i Srijema, a srpsko se stanovništvo treba brzo eliminirati. Ustaše su se razvile u fašistički pokret po uzoru na Mussolinija i Hitlera. Od 1929. do 1934. aktivno ga je podržavao Mussolinijev fašistički režim kako bi destabilizirao državu Jugoslaviju koja je stajala na putu talijanskoj prevlasti na Jadranu i Balkanu.
Iako njihovi pristaše nisu bili mnogobrojni u Jugoslaviji, infiltrirali su se u Hrvatsku seljačku stranku i intenzivno nastojali proširiti njezine desne i separatističke snage. Neke od njihovih tajnih baza u državi bili su katolički samostani i sjemeništa. Vlada je na ustaško djelovanje reagirala nasilnim suzbijanjem svakog potencijalnog otpora. Nekoliko pripadnika oporbe koji nisu bili uključeni u terorističke aktivnosti, uključujući Milana Šufflaya, ubili su agenti jugoslavenske tajne službe time izazvavši međunarodne prosvjede.
Vidi još: Hrvatska u Kraljevini Jugoslaviji

## Ciljevi

### Samostalnost Hrvatske
Jedan od glavnih ciljeva ustaša bila je »obnova slobodne i neovisne hrvatske države na cjelokupnom povijesnom i etnički zatvorenom prostoru hrvatskog naroda«. Taj se cilj trebao »postići svim sredstvima, čak i oružanom pobunom«.
Pod »područjem hrvatskog naroda« podrazumijevalo se:
Nakon ostvarenja cilja ustaški je pokret htio »svim sredstvima štiti državnu samostalnost i etničku posebnost hrvatskog naroda i boriti se za to da u hrvatskoj državi vlada samo hrvatski narod, da ostane jedini vladar nad svim materijalnim i duhovnim dobrima u svojoj zemlji, koji je progresivan i pošten, vođen u duhu ustaških načela«.

### Neprijatelji
Protivnicima ovih ciljeva i neprijateljima ustaše su smatrali:
- srpsku državnu vlast
- međunarodno slobodno zidarstvo
- judaizam
- komunizam.[12]

- Antikapitalistički plakat iz NDH
- Plakat kojim se najavljuje antisemitska izložba »Židovi« održavana od 1. svibnja do 1. lipnja 1942.

## Organizacija

### Podjela
Ustaška je organizacija bila podijeljena na:
- »Roj«, ustaše na jednom mjestu
- »Tabor«, roj na području jedne općine
- »Logor«, svi tabori jednoga okruga
- »Stožer«, svi logori na području jednog kotara.

Nadalje, postojao je i »sveučilišni stožer« za cjelokupno studentsko tijelo koji je bio neposredno podređen zapovjedništvu.
Prije 1941. bilo je devetnaest stožera u izbjeglištvu na području tzv. »Velike Hrvatske«. Zbog velikoga broja Hrvata u iseljeništvu postojala su i tri »Stožera« u Europi te Sjevernoj i Južnoj Americi.
Iznad svega stajao je »ustaški stožer« koji je usmjeravao svaku djelatnost koja se odnosila na cjelokupni pokret i borbu za slobodu. Stožer se sastojao od Vijeća doglavnika i štaba pobočnika. Poglavnik je imenovao i smjenjivao najviše dvanaest doglavnika i glavne pobočnike.
Poglavnika su birali osnivači ustaške organizacije ili stožer kada je bilo slobodno mjesto.

### Pomladak
Nakon formiranja Nezavisne Države Hrvatske formirana je Ustaška mladež po uzoru na Hitlerovu mladež.
Njezine podskupine bile su Ustaška uzdanica za učenike osnovnih škola od 7. do 11. razreda, Ustaški junaci za djecu od 11. do 15. god. i Ustaška Starčevićeva mladež od 15. do 21. godine života.
- Omot istoimena časopisa iz 1942. godine, 35. izdanje
- Pripadnice ustaške uzdanice, 15. svibnja 1942.
- Marš pripadnika ustaške mladeži na Trgu svetoga Marka, 10. travnja 1944.

### Učlanjenje
Svaki Hrvat koji je bio »sposoban za ustašku borbu i odan ustaškim načelima […]« mogao je postati ustaša. Dužnosti ustaše bile su polaganje ustaške prisege i neizostavno obavljanje svih poslova, svih dužnosti, svih naredbi i propisa te nepokolebljiv osjećaj odgovornosti.
Zakletva, koja se u skladu s propagandom trebala položiti ispred raspela, noža i pištolja, glasila je:

## Simboli

### Grb
Ustaški grb bilo je plavo, veliko slovo »U« sa serifima koji sadrži srebrnu, heraldičku granatu crvena plamena. Na granati je bio i povijesni crveno-bijeli grb Hrvatske s prvim poljem u bijeloj boji. Shema boja znaka odražavala je hrvatske nacionalne boje: crvenu, bijelu i plavu.
Slovo »U«  simboliziralo je početno slovo riječi ustaša. Granata je trebala naglasiti militantan, revolucionaran i elitistički karakter. Posuđen je iz revolucionarnih tradicija Italije i Francuske. Tamo je granata izvorno bila simbol grenadira (u 17. i 18. stoljeću elitna postrojba pješaštva) i danas se rabi u vojnim jedinicama (npr. Karabinjeri, Legija stranaca). Pretpostavlja se da je izabrana inačica povijesnog hrvatskog grba s prvim bijelim poljem kako bi se razlikovao od hrvatskog grba koji se nalazi u kraljevskom jugoslavenskom grbu s prvim crvenim poljem.
Prva shematska upotreba ustaškog grba nalazi se u logotipu organizacijskog lista »Ustaša: Vjesnik hrvatskih revolucionaraca« iz svibnja 1930. godine. Prvi prikaz grba objavljen je 1932. godine u logotipu novina »Ustaša« i prije svega na naslovnoj stranici ustaškog ustava.
Godine 1934. ustaški stožer u iseljeništvu izdao je u propagandne svrhe srebrnjak od 5 kuna kovan u Beču i dvije marke tiskane u Bergamu na kojima je također prikazan ustaški grb.
Nakon poraza Jugoslavije oko 300 naoružanih ustaških postrojbi u iseljeništvu s ovim grbom na uniformi prešle su granicu s Italijom i paradirali pred Pavelićem u Zagrebu.
Nezavisna Država Hrvatska kao državni simbol koristila je povijesni grb Hrvatske s velikim slovom »U« uokviren hrvatskim pleterom. U slučaju je ovoga državnog grba »U« namjerno postavljeno na vrh grba kako bi se olakšalo većini stanovništva koji su bili Hrvati, ali ne i ustaše, da se identificiraju s državom.
Državna omladinska organizacija Ustaška mladež imala je svoj simbol koji je rabljen u različitim bojama.
- Grb Ustaša
- Simbol ustaškog pokreta kako se prikazivao na državnim simbolima NDH
- Zastava NDH
- Grb ustaške mladeži

### Pozdrav
Pozdrav ustaške organizacije bio je »Za dom spremni«, a izricalo ga se s ispruženom desnom rukom sa spojenim prstima otkada je došlo do zbližavanja s fašističkom Italijom i nacionalsocijalističkom Njemačkom. 
Može se pronaći na stranačkim, ali i na državnim dokumentima kao završni pozdrav (npr. kod dodjele odlikovanja).

### Himna
Ustašku himnu »Puška puca« skladao je Ante Pavelić i uglazbio je u stilu koračnice.
| »             | Puška puca a top rice, grmi kao grom, sad Ustaša bojak bije za hrvatski dom. Puška puca, krv se lije, dušman bježi klet, a ustaška hrabra vojska vrši zavjet svet. Tjera smjelo dušmanina, s praga djedovskog, i podiže staru slavu roda hrvatskog. Ne plaši ga grom pušaka ni topova jek, dom, sloboda, vjerna ljuba, rani su mu lijek. Puška puca a top rice, barut miriše, mlad Ustaša na bojištu ranjen izdiše. Oj hrvatska zemljo mila, sviće danak tvoj, sad Ustaška hrabra vojska za te bije boj. | « |
| Ustaška himna | |   |

## Atentat na Aleksandra I.
Nakon ličkog ustanka 1932. ustaške su aktivnosti kulminirane atentatom u Marseilleu na jugoslavenskog kralja Aleksandra I. i francuskog ministra vanjskih poslova Louisa Barthoua koji je izvršio Vlado Černozemski u Marseilleu 1934. u bliskoj suradnji s makedonskim nacionalistima iz revolucionarne organizacije VMRO.
Nakon što se doznalo tko su počinitelji i došlo do krize u francusko-talijanskim odnosima, Mussolini je Pavelića smjestio u kućni pritvor i prisilio ga da prekine terorističku kampanju. Ustaše su potom težište svojega djelovanja premjestile na izgradnju potpornih skupina među hrvatskim iseljenicima i čekale priliku da uz njemačku ili talijansku pomoć preuzmu vlast.
Uoči Drugoga svjetskog rata ustaše su u Toskani osnovale »ustašku vojsku« s nekoliko stotina svojih pristaša. Otišla je na talijansko-jugoslavensku granicu. Jedna njemačka skupina ustaša u Austriji je osnovala »Hrvatsku legiju« dok je pojačala svoju protujugoslavensku propagandu.

## Drugi svjetski rat
Balkanski pohod s napadom sila Osovine odvijao se između 6. i 17. travnja 1941. Jugoslaviju su okupirale i porazile njemačke, talijanske, mađarske i bugarske trupe. Dana 10. travnja 1941. pukovnik Slavko Kvaternik proglasio je Nezavisnu Državu Hrvatsku još prije puna zauzimanja pod zaštitom i potporom njemačkih nacista. Hitler je prvo ponudio čelniku Hrvatske seljačke stranke Vladku Mačeku vodstvo države, ali on je ponudu odbio. Dana 15. travnja vlast je preuzeo Ante Pavelić.
Ustaška država ostala je lojalan saveznik Trećeg Reicha do 1945. godine, a također je poslala trupe za podršku njemačkoj kampanji protiv Sovjetskog Saveza na istočnom bojištu. Vojno se, međutim, uglavnom bavila borbom protiv partizana predvođenih Titom i protiv četništva (tj. srpski nacionalno-monarhistički pokret).
Ministar unutarnjih poslova NDH Mladen Lorković i ministar obrane Ante Vokić stupili su u kontakt sa Saveznicima 1943./1944. i pokušali svrgnuti Pavelićev režim. Međutim, taj je pokušaj puča otkriven, a uključeni sudionici uhićeni su i pogubljeni u ljeto 1944. godine.
Najpoznatija jedinica ustaša bila je Crna legija pod zapovjedništvom pukovnika Jure Francetića.

### Državni ustroj Nezavisne Države Hrvatske
Nezavisne Države Hrvatske (NDH) obuhvaćala je cijelu Bosnu i Hercegovinu, veliki dio Republike Hrvatske i istočni dio Srijema, područja na koje su ustaše polagale pravo na »povijesne hrvatske zemlje«. Veće dijelove hrvatske obale u Dalmaciji, naseljene Hrvatima s gotovo 380.000 stanovnika, te Gorski kotar, ustaše su morali prepustiti iredentističkoj Italiji, a Međimurje Mađarskoj. 
Nakon pada Mussolinija 3. rujna 1943. Pavelić je područja koja su pripojena Italiji, vratio u sastav Hrvatske.
Nezavisna Država Hrvatska organizirana je po principu načela vođe po uzoru na svoje fašističke saveznike. Pavelić je preuzeo ulogu vođe pod titulom poglavnik. Ustaški pokret postaje stranka jedinstva i paralelno s uspostavom redovite vojske za koju postoji vojna obaveza. Ustaška vojnica formirana je kao režimska pretorijanska garda kao uzor na Schutzstaffel (SS).
Nisu održani slobodni demokratski izbori koji bi legitimirali ustaški režim od strane hrvatskog naroda.
Njemačke i talijanske okupacijske postrojbe bile su prisutne na njezinom području i često su djelovale bez obzira na »državne organe« službeno neovisne marionetske države. Stanovništvo je bilo jako nezadovoljno ustašama i podrška je brzo opala nakon samo nekoliko mjeseci. Zagrebački nadbiskup Alojzije Stepinac također se sve više distancirao od Pavelićeve vlasti i u raznim prilikama kritizirao njezino djelovanje prema manjinama.

### Genocid
Ustaška država – zapravo ustaški Poglavnik Ante Pavelić, koji je u svojim rukama držao svu zakonodavnu, izvršnu i drugu vlast – donijela je odmah po osnivanju rasne zakone po uzoru na Treći Reich koji su bili usmjereni protiv Židova i Roma, ali pretežno protiv Srba koji su kolektivno proglašeni »neprijateljima hrvatskoga naroda«.
Srbi, Židovi, Romi, antifašistički nastrojeni Hrvati, članovi Hrvatske seljačke stranke i drugi zatvarani su u logore od kojih je najveći bio Koncentracijski logor Jasenovac,  a vrlo često ih je ustaška milicija ubijala na najbrutalniji način. Brojčano najveća skupina žrtava bili su Srbi. 
Njemački povjesničar Holm Sundhaussen izjavio je: »Kao što je Hitler težio Europu bez Židova, tako je Pavelić težio Hrvatsku bez Srba«. Prema izvješćima, oko 200 000 Srba ubijeno je u prva četiri mjeseca ustaške vladavine, a 104 000 deportirano je na područje Srbije pod njemačkom okupacijom.
Nakon što se suočio s ustancima Srba koji su u prognaništvo naveli veliki broj Hrvata i muslimana iz ruralnih područja s mješovitim stanovništvo, te su posve destabilizirali stanje u državi, Ante Pavelić poduzima korake obuzdavanja bezakona divljih ustaša i radi ograničavanja utjecaja ustaških logornika koji su prvih mjeseci civilnim vlastima po općinama nalagali kako su htjeli: najstrože se zabranilo bilo kakvo dalje ubijanje Srba i nasilje prema njima. Prijeki sudovi su narednih mjeseci - prema izričitim i pisanim uputama samog Ante Pavelića - nerijetko na smrt osuđivali one ustaše koji su ipak počinjali ubojstva i nasilja nad civilima. Na području Velike župe Psat i Krbava koja je obuhvaćala područja Like i zapadne Bosne u kojima je bilo osobito mnogo ustaškog terora, nakon smjene ustaških dužnosnika koji su poticali protusrpski teror, on je od rujna 1941. prestao. Te mjere, međutim, nisu dovele do kraja ustanaka, nego su ustaničke postrojbe s vremenom uglavnom došle pod kontrolu komunista, kao partizani u sastavu Narodnooslobodilačke vojske Jugoslavije. Ta vojska, u koju će se kasnije postupno uključivati i sve veći broj ne-Srba, te koja je od 1943. god. bila prihvaćena i potpomognuta od strane Saveznika, naposljetku će uništiti NDH.
Ustaška ubijanja su se nastavila: JUSP Jasenovac iskazuje da je u Koncentracijskom logoru Jasenovac tijekom 1942. godine stradalo 34.092 Srba, a u razdoblju 1943. – 1945. daljnjih 8.377 Srba. Bilo je i znatnih pokolja na terenu, primjerice je u svibnju 1942. Crna legija je u Vlasenici pobila 890 Srba i Židova, nakon silovanja žena i djevojaka.
Koliko je Srba smrtno stradalo tijekom postojanja NDH nije do danas posve točno utvrđeno. Prema zapadnim istraživanjima broj Srba koji su ubijeni procjenjuje se na 330 000 – 390 000. Prema istraživanju srpskog demografa Bogoljuba Kočovića (Žrtve Drugog svjetskog rata u Jugoslaviji; London, 1985.) o broju žrtava Drugoga svjetskog rata u Jugoslaviji stradalo je oko 290 000 od ukupnih 1,9 milijuna Srba te 30 000 od ukupno 40 000 Židova i 25 000 od 40 000 Roma koji su prije rata živjeli na područjima koja su bila potpala pod vlast ustaša. Hrvatski demograf Vladimir Žerjavić, danas najpriznatiji autoritet za pitanja ratnih gubitaka, na temelju demografskih izračuna i sustavnog pregleda brojnih dokumenata, procijenio je početkom 1990.-ih godina ukupne srpske žrtve u NDH na 322.000 mrtvih, u čemu 82 tisuća pripadnika partizanskih i 23 tisuće pripadnika četničkih postrojbi, 25 tisuća umrlih od tifusa, 20 tisuća civila stradalih u njemačkom logoru Sajmište kod Zemuna i daljnjih 45 tisuća civila pobijenih od Nijemaca na drugim mjestima, 15 tisuća civila pobijenih od Talijana, 34 tisuće civila stradalih u borbama ustaša, četnika i partizana, 28 tisuća pobijenih na raznim mjestima, te 50 tisuća pobijenih u sustavu logora Jasenovac. Centar Simon Wiesenthal navodi da je broj ubijenih u koncentracijskom logoru Jasenovac oko 90 000, dok državni Memorijalni muzej holokausta Sjedinjenih Država u Washingtonu navodi između 77 000 i 99 000. Memorijalni muzej holokausta Sjedinjenih Država spominje između 320 000 i 340 000 ubijenih Srba u razdoblju između 1941. i 1942.

### Muslimani
Bošnjake (Bosanci koji su većinom muslimanske vjeroispovijesti) ustaše su proglasile »Hrvatima muslimanske vjeroispovijesti« i službeno izjednačili s onima katoličke vjeroispovijesti te ih se, kao i Hrvate katolike, upotrebljavalo za služenje vojnog roka u vojsci, pripadnike mjesnih straža, te kao profesionalne pripadnike Ustaške vojnice. Istovremeno su pod njemačkim vodstvom postavljene bošnjačke divizije poput 13. SS oružane gorske divizije »Handschar«.

### Rezonancija u Njemačkoj
»Illustrirte Zeitung« (hrv. »ilustrirane novine«) iz Leipziga su 1941. godine na 98. godišnjicu (2. polugodišta) u posebnom izdanju proslavile ustaško preuzimanje vlasti uz njemačku potporu. 
Reproducirale su objašnjenje poglavnika (Pavelića):

### Odnos prema crkvi
Odnos između Katoličke crkve i ustaša bio je ambivalentan. Mnogi pripadnici katoličkog klera simpatizirali su ideju neovisne hrvatske države. Nacionalistički svećenici surađivali su s ustašama, ali su bili u manjini, a dio klera otvoreno je prosvjedovao protiv njihovih zločina. Zbog sudjelovanja predstavnika katoličkog svećenstva u uspostavi, organizaciji i vođenju fašističkog ustaškog sustava, neki povjesničari ustašku vladavinu pripisuju klerofašizmu.

## Nakon Drugog svjetskog rata
Nakon pobjede jugoslavenskih partizana pred kraj Drugoga svjetskog rata u svibnju 1945. brojni su pripadnici ustaša, među kojima je bilo i vodstvo Ante Pavelića, bježali u inozemstvo. 
Neposredno nakon završetka rata hrvatski civili, ostaci ustaške i regularne vojske (Domobrani), kao i jugoslavenske postrojbe koje su bile trn u oku novoj vlasti predali su se Britancima kod Bleiburga u Austriji. Međutim, oni su predani Titovim partizanima (tada već službeno: Jugoslavenska armija). Većina njih strijeljana je ubrzo nakon zarobljavanja, istrijebljena u višemjesečnim marševima smrti ili u logorima. Ova i slične akcije Jugoslavenske armije i OZNA-e postale su poznate pod zbirnim nazivom Bleiburška tragedija.
Mnogi ustaše koji su bili krivi za zločine tijekom rata pobjegli su preko Italije takozvanim štakorskim kanalima, odakle ih se otpremilo prema Argentini, SAD-u, Kanadi i Španjolskoj, koristeći veze Vatikana. Osobito se veći dio ustaškog vodstva oko Pavelića prije dolaska u Bleiburg bio odvojio od svojih postrojbi. Sam Pavelić stigao je u Argentinu 1947. godine i živio u Buenos Airesu gdje je bio savjetnik za sigurnost argentinskog diktatora Juana Peróna sve do nedugo prije njegove smrti kasnih 1950-ih. Tamo je formirao vladu u izbjeglištvu koju nije priznala nijedna država. Zbog osobnog i političkog suparništva podijelili su se ustaše u nekoliko skupina.
Mnoge ustaše koje su živjeli u inozemstvu ubile su srpske militantne skupine skupina i jugoslavenska tajna služba Uprava državne sigurnosti (UDB) ciljanim likvidacijama. U Zapadnoj Njemačkoj prognani Hrvati i Srbi, kao i UDB-a, također su izvršili brojne napade jedni na druge što je dovelo do određene medijske rezonancije 1970-ih.

## Pojam »ustaša«danas
Danas se naziv »ustaša« uglavnom koristi za hrvatskog šovinista koji svojim idejama i postupcima (ultranacionalizmom, vjerskom ili nacionalnom netrpeljivošću) podsjeća na ustaše iz Drugog svjetskog rata.

## Književnost

### Monografije
- Goran Miljan. 2018. Croatia and the Rise of Fascism : The Youth Movement and the Ustasha During WWII. Library of World War II Studies. Bloomsbury Publishing. ISBN 9781838608293
- Martina Bitunjac: Zaplet . Sudjelovanje. Pogrešno. Žene i ustaški pokret. Duncker & Humblot, Berlin 2018., ISBN 978-3-428-15338-1 .
- Rob McCormick: Hrvatska pod Antom Pavelićem. Amerika, ustaše i hrvatski genocid. IB Tauris, 2014. (monografija).
- Alexander Korb. 2013. Im Schatten des Weltkriegs : Massengewalt der Ustaša gegen Serben, Juden und Roma in Kroatien 1941–1945. Hamburger Edition. ISBN 978-3-86854-259-2
- Rory Yeomans: Vizije uništenja. Ustaški režim i kulturna politika fašizma, 1941. – 1945. Pitt, ruski istočnoeuropski, 2013.
- Radu Harald Dinu: Fašizam, religija i nasilje u jugoistočnoj Europi. Legija arhanđela Mihaela i ustaše u povijesnoj usporedbi. Harrassowitz, Wiesbaden 2013., ISBN 978-3-447-10002-1 .
- Marko Attila Hoare. 2004. The Ustasha Genocide. 25. str. 29–38
- Irina Ognyanova. 2000. Nationalism and National Policy in Independent State of Croatia (1941–1945) (PDF). IWM Junior Visiting Fellows Conferences. IWM. Inačica izvorne stranice (PDF) arhivirana 2. prosinca 2020. Pristupljeno 12. siječnja 2022.
- USTAŠA : dokumenti o ustaškom pokretu. Biblioteka Memoria. Zagrebačka stvarnost. 1995. ISBN 9531920133
- Mario Jareb. Ustaško-domobranski pokret : od nastanka do travnja 1941. godine. Školska knjiga d.d. ISBN 953-0-60817-9
- Fikreta Jelić-Butić. 1969. Prilog proučavanju djelatnosti ustaša do 1941. 1. str. 55–90
- Ladislaus Hory, Martin Broszat: Hrvatska ustaška država 1941. – 1945. 2. Izdanje, Deutsche Verlags-Anstalt, Stuttgart 1965.

### Daljnje čitanje
- Slavko Goldstein: 1941. - godina koja ne prolazi. Sjeme mržnje na Balkanu. Frankfurt na Majni / Berlin 2018., ISBN 978-3100025371

## Vanjske poveznice
- (hrv.) Ustaše članak na enciklopedija.hr
- (engl.) Ustaša, članak na britannica.com